# Смолка (приток Случи)
Смолка (укр. Смілка) — река на Украине, протекает по территории Полонского и Шепетовского районов Хмельницкой области, Барановского и Новоград-Волынского районов Житомирской области. Левый приток Случи (бассейн Днепра). Длина реки 71 км, площадь бассейна 646 км².
Берёт начало с заболоченной балки северо-западнее села Буртин. Течёт сначала на север, затем на северо-восток, далее круто поворачивает на северо-запад. На южной окраине города Новоград-Волынский снова круто поворачивает на восток и впадает в Случь на севере микрорайона Смолки в Новоград-Волынском.
Долина террасированная, шириной до 2-3 км. Пойма на отдельных участках заболочена. Русло извилистое, его ширина в нижнем течении 20-25 м, глубина до 1,5-1,7 м. Уклон реки 0,82 м/км. На реке есть много прудов.
Крупнейшие притоки: Лизновка (левый); Средняя, Зеремлянка (правые).